# عوز ألفا1 أنتيتريبسين
عوز ألفا1 أنتيتريبسين أو عوز مضاد التريبسين ألفا 1(بالإنجليزية Alpha-1 Antitrypsin Deficiency) هو مرض وراثي يؤدي إلى عدم قيام الجسم بانتاج كمية كافية من بروتين الفا1 أنتيتريبسين الذي يحمي الرئتين مما قد يسبب في مشكلات في الرئتين والكبد، حيث يقوم الكبد عادة بصنع هذا البروتين وإطلاقه في مجرى الدم. وبسبب مشكلة جينية، يعجز بعض الأشخاص عن إنتاج هذا البروتين، أو ينتجون كمية قليلة منه. إن عدم وجود كمية كافية من ألفا 1 أنتيتريبسين يعرض الإنسان إلى خطر الإصابة بالنفاخ الرئوي أو بمشكلات كبدية. وإذا كان المرء مدخنا، فإن المخاطر لهذه الحالة تزداد. وقد يصاب الأطفال الذين يعانون من عوز ألفا-1 أنتيتريبسين بمشكلات كبدية تستمر لفترة طويلة وقد تدوم طيلة حياتهم.

## الأعراض
اعراض المرض تشبه أعراض الربو، لذلك في كثيرمن الاحيان قد يشخص على انه ربو.تبدأ الأعراض عادة بالظهورفي سن العشرين والأربعين من العمر وتشتمل على:
- - ضحولة في التنفس .
- - أزيز رئوي.
- -صعوبة بالقيام بنشاط جسدي.
- -نفاخ رئوي.
- -ضيق الصدر.
- صعوبة بالتنفس.
- -سعال مستمر.
- - تليف الكبد.
- - تشمع الكبد.
- -براز قاتم.
- - حكة.
- اليرقان أو اصفرار العينين والجلد.
- -فقد الشهية.
- -تورم وانتفاخ في البطن والساقين.
- تقيؤ دموي.
- اجهاد وتعب.
- - مشكلات رؤية.
- -نقص الوزن.

## الأسباب
لدى كل إنسان 23 زوجا من الصبغيات والجينات الموجودة على هذه الصبغيات التي هي مسؤولة عن كيفية قيام الخلايا بصنع بروتينات الفا 1 انتيتريبسن.وان جسم الإنسان بحاجة إلى البروتين من اجل النمو وصنع خلايا جديدة، حيث ينتقل بروتين الفا 1 انتيتريبسن مع الدم عادة وهو يساعد على حماية أعضاء الجسم من تأثير البروتينات الأخرى التي يطلقها الجسم لمحاربة البكتيريا، وتعد الرئتين من الاعضاء الرئيسية التي يقوم بروتين الفا 1 انتيتريبسن بحميايتها.يحدث عوز الفا 1 انتيتريبسن، إذا كان إنتاج الكبد له معيبا، ففي هذه الحالة يبقى عالقا داخل الكبد ولا يستطيع الانتقال إلى مجرى الدم، فتقل كمية الفا 1 انتيتريبسن التي تصل إلى الرئتين لحمايتنها مما يزيد من الإصابة بالأمراض الرئوية ومن المحتمل ان تنشاء امراض كبدية، نتيجة الكمية الكثيفة من الفا 1 انتيتريبسن التي تعلق في الكبد. وفي الحالات الشديدة يحدث عوز الفا 1 انتيتريبسن عندما ينخفض مستواه بالدم أو قد لا يكون موجودا بالدم اساسا.

## التشخيص
عادة ما يجري التشخيص بعد ظهور مرض رؤي أو كبدي على صلة بعوز الفا 1 انتيتريبسن.وعندها يسأل الطبيب عن تاريخ حالة المصاب المرضية ان كان مصاب بالربو أو ان يكون عنده انتفاخ رؤوي مبكر، وعن إذا ما كان للمريض اقارب مصابون بالعوز.وبعدها يتم إجراء الفحوصات الطبية اللازمة ومنها.
1- الاختبار الجيني وهو اكثراختبار دقة للكشف عن مرض عوز الفا 1 انتيتريبسن.بالإضافة إلى فحوصات للكشف عن مشاكل الكبد والرئة.
2-إجراء اختبار الدم لمعرفة مستوى بروتين الفا 1 انتيتريبسن وللكشف إذا ما كان هناك جينات معيبة.
3-الاختبارات عن طريق التصويرالمقطعي أو عن طريق الرنين المغناطيسي .

## المعالجة
لا يوجد شفاء تام لعوز الفا 1 انتيتريبسن، لكن الأعراض المتعلقة به قابلة للعلاج.ويستخدم بعض الادوية مثل الموسعات والستيرويدات لتوسيع القصبات وفتح المسالك الهوائية.ومن الممكن أيضا إعادة تأهيل الرئة إذا كانت الاعراض رؤوية وقد تشمل تمارين لتدريب المريض على اساليب التنفس، ومن الممكن أيضا لبعض الحالات تزويد المريض بالاوكسجين في حالة صعوبة التنفس.وفي بعض الحالات الشديدة يتم إجراء زرع الرئة.
اما في معالجة مشكلات الكبد فلا يوجد علاج محدد له وفي الحالات الشديدة قد يتم إجراء زرع الكبد.ولكن تبقى الوقاية هي أفضل وسيلة ناجحة من تفشي المرض وتطوره ومن اساليب هذه الوقاية هي:
1- تلقي اللقاح ضد الإنفلونزا والمكورات ولقاحات التهاب الكبد ب والكبد أ.
2- إجراء فحوصات طبية دورية وخاصة للذين يعانون مشاكل في التنفس ومشاكل في الكبد.
3- الابتعاد عن التدخين والجواء الملوثة.
3- تجنب تناول الكحوليات والتي قد تزيد من الاضرار بالكبد.
5- اتباع نظام غذائي متوازن.
6_إذا ما ظهرت عوارض عدوى رؤوية فان استشارة الطبيب مهمة جدا.

## وصلات خارجية
- Alpha-1 Association
- Alpha-1 Foundation
- FAQ from AlphaNet
- Alpha-1 Kids
- Alpha 1-antitrypsin deficiency on Orphanet
- Children's Liver Disease Foundation